# Kelecsényi László
Kelecsényi László György (Budapest, 1947. március 6. –) Balázs Béla-díjas magyar író, filmtörténész.

## Élete
Diplomáját 1970–1975 között szerezte az ELTE Bölcsészettudományi Kar filozófia–esztétika szakán. 1975–1977 között az ELTE BTK-n tudományos ösztöndíjas volt. 1975–1979 között a Magyar Filmtudományi Intézet tudományos kutatója volt. 1978-ban doktorált az ELTE BTK-n esztétikából. 1979–1990 között a Mafilm Budapest stúdiójában dolgozott dramaturgként. 
1990–1992 között, valamint 1995 óta szabadfoglalkozású író. 1992-től egy éven át a Köztársaság című hetilap újságírója volt. 1993-ban az RTV Újság szerkesztője. 1994–1995 között a Respublika néven futó újság rovatvezetője. 1995–2006 között a Duna Televízió külsős sajtómunkatársa és a Dunaveritas Akadémia oktatója. 2001–2007 között dolgozott még a Magyar Rádió, Muzsikáló reggel című műsorának műsorvezetőjeként. 
2008–2014 között a Zsigmond Király Főiskola óraadó tanára volt. 2015 és 2018 között a Károli Református Egyetemen tanított. 2017 végén kilépett a Szépírók Társaságából. 2019-től a Magyar Művészeti Akadémia köztestületi tagja.

## Művei
- Zbigniew Cybulski (1978)
- Latinovits Zoltán (1981)
- Vaszilij Suksin (1983)
- Karády Katalin (1984)
- Karády Katalin; 2. jav., bőv. kiad.; Múzsák, Bp., 1989 (Filmbarátok kiskönyvtára)
- Latinovits Zoltán; 2. jav., bőv. kiad.; Múzsák, Bp., 1989 (Filmbarátok kiskönyvtára)
- A múlt lépcsői. Nemzedéki töredékek; szerzői, Bp., 1992
- Túl merész képzelet (novellák, 1994)
- Mozibolondok (iskolaregény, 1997)
- 66 (évregény, 2000)
- A szabadság enyhe mámora – Ottlik Géza életei (2000)
- Az elbeszélés nehézségei. Ottlik olvasókönyv; vál., szerk. Kelecsényi László; Holnap, Bp., 2001
- "...csönd vagy te, Színészkirály". Költők Latinovits Zoltánról; vál., szerk. Kelecsényi László;Orpheusz, Bp., 2001
- Egy híján húsz (szaggatott regény, 2002)
- Rózától Belláig. Jókai szerelmei; szerk. Kelecsényi László; Holnap, Bp., 2002 (Szerelmes magyar írók)
- A félrecsúszott nyakkendő. Juhász Gyula szerelmei; szerk. Kelecsényi László; Holnap, Bp., 2003 (Szerelmes magyar írók)
- Akarsz-e játszani? Kosztolányi Dezső szerelmei; szerk. Kelecsényi László; Holnap, Bp., 2004 (Szerelmes magyar írók)
- A magyar hangosfilm hét évtizede. Hyppolittól Werckmeisterig (2003)
- Nagy kópéságok. Krúdy-titkok nyomában (2007)
- Vászonszerelem. A magyar hangosfilm krónikája 1931-től napjainkig (2007)
- Mozizó Budapest. 111 év a pest-budai mozgókban; Holnap, Bp., 2008 (Mesél a város)
- Szindbád titkai. Krúdy Gyula szerelmei; szerk. Kelecsényi László; Holnap, Bp., 2008 (Szerelmes magyar írók)
- Ólomévek (regény, 2009)
- Csáth és a homokember (2009)
- Karády 100; 3. átdolg. kiad.; Noran Libro, Bp., 2010
- Krúdy Gyula Összegyűjtött Munkái életműsorozat szerkesztője
- Lovagiatlan ügyek (2010)
- Álmodozók és megszállottak. Bevezetés a magyar filmtörténetbe; L'Harmattan–ZSKF, Bp., 2010 (Bölcsészettudomány)
- Sándor Pál, a mozicsináló; szerk., riportok Kelecsényi László; Magyar Filmtörténeti Fotógyűjtemény Alapítvány, Bp., 2011
- Aki az életével játszott. Latinovits; összeáll. Kelecsényi László; Noran Libro, Bp., 2011
- Akarjuk-e a lehetetlent? (2012)
- Tündér tavon. Irodalmi séta a Balaton körül (antológia, 2012)
- Szivárványgömb; Kortárs, Bp., 2014 (Kortárs próza)
- Filmszextétika; Scolar, Bp., 2014
- Fekete napló (2014)
- Emléked leszek (2014)
- Klasszikus, kultikus, korfestő. Magyar hangosfilm kalauz 1931-től napjainkig; 3. bőv., jav. kiad.; Kronosz, Pécs, 2014
- Balogh Zoltán–Kelecsényi László: "Köszönöm a Jóistennek, hogy ide születhettem". Zenthe Ferenc és Salgótarján; Dornyay Béla Múzeum, 2014
- Eső és telefon. Regényes filmdramaturgia; L'Harmattan, Bp., 2015
- Ez csak színjáték. Filmlegendák; szerk. Kelecsényi László, terv., fotó B. Müller Magda; Filmfotó Kft., Bp., 2015
- Négy király meg egy bubi (2016)
- Aki az életével játszott. Latinovits; összeáll. Kelecsényi László; 2. jav. kiad.; Noran Libro, Bp., 2016
- Megkerülhetetlen nem; Kortárs, Bp., 2016 (Kortárs próza)
- Haláltündér. Hét dráma; L'Harmattan–TIT Kossuth Klub, Bp., 2017
- Mohai V. Lajos: Stációk. Hosszú délutánok Kelecsényi Lászlóval; Napkút, Bp., 2017
- Ideje van. Ottlik-tanszerláda; Savaria University, Szombathely, 2019 (Ottlik-könyvtár)
- Az utolsó kéz. Krúdy-lakoma; Fekete Sas, Bp., 2020
- A popsipecsételő. Írók, rendezők és más csepűrágók; Gondolat Kiadó, Bp., 2020
- Veled szeretnék boldog lenni. 110 éve született Karády Katalin; Joshua Könyvek, Bp., 2020
- A harag népe. Három dráma; K.u.K. Kiadó, Bp., 2021
- Merre vagytok?; Gondolat, Bp., 2021
- Küldetésünk csataterén. Írók, rendezők és más csepűrágók; Gondolat Kiadó, 2022
- Bűnanagyal (Putanges) Regény, vagy mi? K.u.K. Kiadó, 2022
- A szerelem máshol van. Öt dráma. Gondolat Kiadó, 2023
- A feledés veszedelme. Regény. Gondolat Kiadó, 2025

## Díjai
- MAOE Ösztöndíj (1996)
- Soros-ösztöndíj (1998-1999)
- Balázs Béla-díj (2010)
- NKA alkotói ösztöndíj (2012)
- MÚOSZ, Aranytoll díj (2014)
- NKA alkotói ösztöndíj (2015)
- Sain-szalon, Kövecske díj (2017)